# Viscount Monck
Viscount Monck, of Ballytrammon in the County of Wexford, ist ein erblicher britischer Adelstitel in der Peerage of Ireland.

## Verleihung und Geschichte des Titels
Der Titel wurde durch Letters Patent am 5. Januar 1801 für Charles Monck, 1. Baron Monck geschaffen.
Bereits am 23. November 1797 war er, ebenfalls in der Peerage of Ireland, zum Baron Monck, of Ballytrammon in the County of Wexford, erhoben worden.
Sein ältester Sohn, der 2. Viscount, wurde am 12. Januar 1822 in der Peerage of Ireland zudem zum Earl of Rathdowne erhoben. Dieser hatte neun Töchter, aber keinen Sohn, so dass das Earldom bei seinem Tod am 20. September 1848 erlosch. Die übrigen Titel erbte sein Bruder als 3. Viscount.
Dessen Sohn, der 4. Viscount, war Generalgouverneur von Kanada und wurde am 12. Juli 1866 in der Peerage of the United Kingdom zum Baron Monck, of Ballytrammon in the County of Wexford, erhoben. Dieser Titel war im Gegensatz zu seinen irischen Titeln bis 1999 mit einem erblichen Sitz im House of Lords verbunden.
Heutiger Titelinhaber ist dessen Ur-urenkel Charles Monck als 7. Viscount.

## Liste der Viscounts Monck (1801)
- Charles Monck, 1. Viscount Monck (um 1754–1802)
- Henry Monck, 1. Earl of Rathdowne, 2. Viscount Monck (1785–1848)
- Charles Monck, 3. Viscount Monck (1791–1849)
- Charles Monck, 4. Viscount Monck (1819–1894)
- Henry Monck, 5. Viscount Monck (1849–1927)
- Henry Monck, 6. Viscount Monck (1905–1982)
- Charles Monck, 7. Viscount Monck (* 1953)

Mutmaßlicher Titelerbe (Heir Presumptive) ist der Bruder des aktuellen Titelinhabers, Hon. George Monck (* 1957).